# Hildegunde

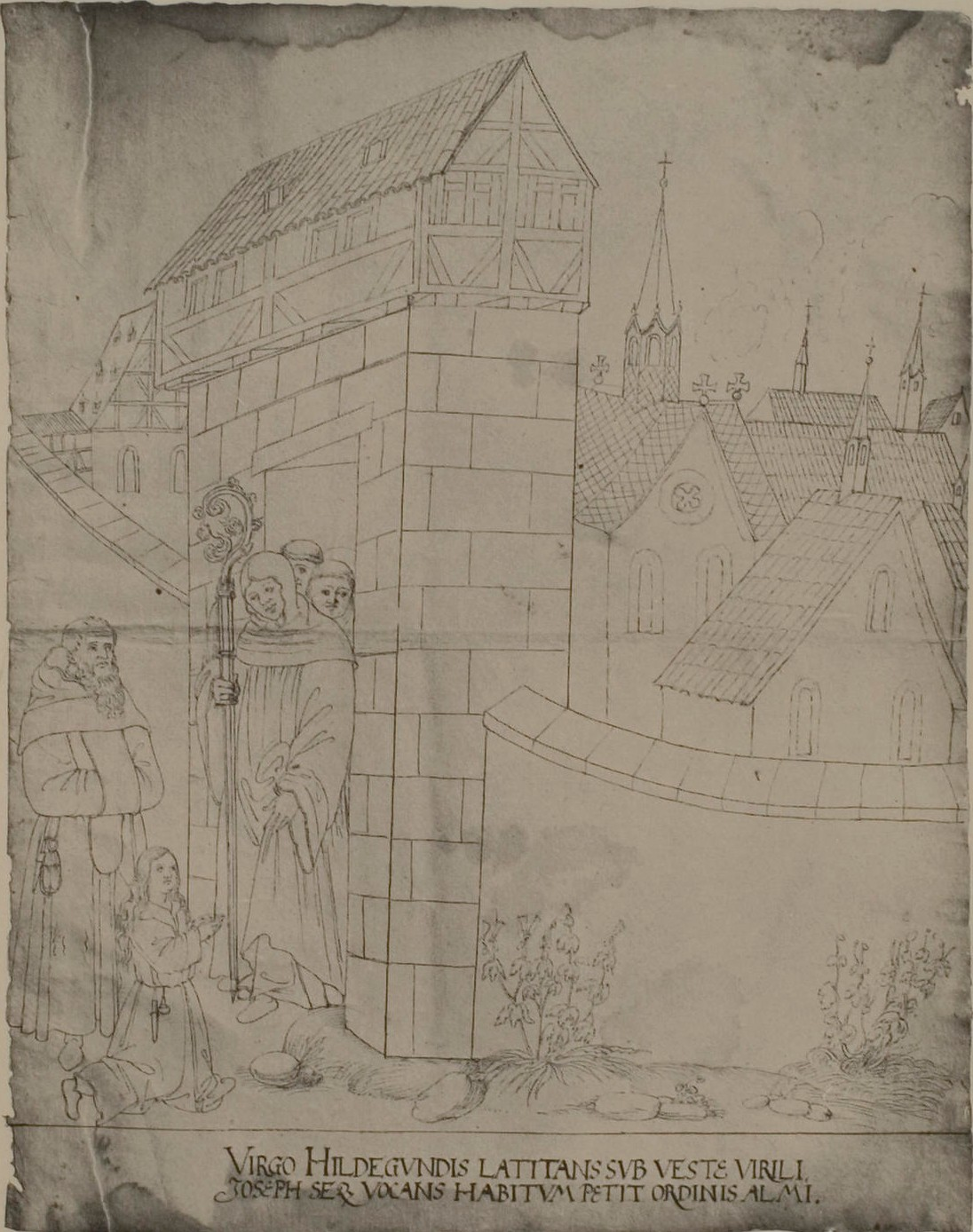
Phantasie-Darstellung aus dem 16. Jahrhundert

Hildegunde oder Hildegund von Schönau oder Hildegund von Neuss (* um 1170 bei Neuss; † 20. April 1188 in Schönau bei Heidelberg) wird als Heilige verehrt. Der Geburtsort ist nicht zweifelsfrei aus den Quellen nachweisbar und wir auch mit Navitz, in der Diözese Köln, und direkt in Neuss (Neuß) im Kölnischen, benannt.

## Überlieferung und Legende
Hildegunde war die Tochter von Harper von Helpenstein, einem Ministerialen des Erzbischofs von Köln. Hildegundis war als junges Mädchen im Jahre 1180/82 in das 1165 in Meer gestiftete Prämonstratenserinnen Kloster ihrer Patentante Hildegundis von Liedberg. Nach dem Tod ihrer Mutter machte sie im Frühjahr 1183 mit ihrem Vater eine Wallfahrt nach Jerusalem. Auf der Überfahrt von Brindisi nach Tyrus starb der Vater an „Heißem Fieber“; er soll in der Kathedrale von Tyrus beigesetzt worden sein.
Um auf der Heimreise nicht belästigt zu werden, kleidete Hildegunde sich in Männerkleidung. Als Namen wählte sie sich Joseph – der Beschützer der Familien und Kinder. Nach den Überlieferungen wurde ihr auf dem Weg zurück nach Neuss vorgeworfen, gestohlen zu haben. Sie wurde zum Tode verurteilt, doch durch einen Engel Gottes soll ihre Unschuld bezeugt worden sein.
Durch einen Besuch ihrer Verwandten, der Begine Mechthildis in Speyer kam sie in den pfälzischen Raum. Schließlich trat sie als vorgeblich männlicher Novize bei den Zisterziensern ins Kloster Schönau (Odenwald) ein. Als Bruder Joseph lebte sie dort, ohne ihr wahres Geschlecht anzugeben, was man jedoch erst nach ihrem Tode im Alter von nur 18 Jahren herausfand. Sie wurde im Chor der Klosterkirche in Schönau beigesetzt und erlangte schnell den Ruf der Heiligkeit.
Ihr Gedenktag ist der 20. April.